# Ichneumon winkleyi
Ichneumon winkleyi is een insect dat behoort tot de orde der vliesvleugeligen (Hymenoptera) en de familie van de gewone sluipwespen (Ichneumonidae). De wetenschappelijke naam van de soort werd voor het eerst geldig gepubliceerd in 1917 door Henry Lorenz Viereck.